# Mario Dumont
Pour les articles homonymes, voir Dumont.
Mario Dumont, né le 19 mai 1970 à Cacouna au Québec, est un animateur de télévision et un ancien homme politique québécois. 
Il est député de Rivière-du-Loup à l'Assemblée nationale du Québec de 1994 à 2009 et chef de l'Action démocratique du Québec durant la même période. De 2007 à 2008, Dumont a occupé le poste de chef de l'opposition officielle à l'Assemblée nationale. Il a démissionné de son poste de député et chef de l'ADQ à la suite des résultats de son parti lors des élections provinciales de 2008.

## Biographie
Mario Dumont et son épouse, Marie-Claude Barrette, ont trois enfants : Angela, Charles et Juliette.  Mario Dumont obtient un baccalauréat en économie à l'Université Concordia à Montréal, en 1993. Il est élu député à l'Assemblée nationale sous la bannière adéquiste dans la circonscription de Rivière-du-Loup aux élections de 1994, 1998, 2003, 2007 et 2008.
Il a été président de la Commission-jeunesse du Parti libéral du Québec (PLQ), jusqu'à ce qu'il quitte le parti à la suite du rejet du Rapport Allaire. Il joue un rôle central, avec le président de la Commission juridique du PLQ, Jean Allaire, dans la fondation et le développement de l'Action démocratique du Québec (ADQ) après l'élection de 1989. Il succède à Allaire en tant que chef du parti après la démission de celui-ci pour des raisons de santé.
Sa participation au camp du Oui au référendum de 1995 sur la souveraineté du Québec n'avait pour but que de s'assurer que l'offre de partenariat avec le Canada ferait partie du préambule de la question référendaire. Après la défaite du Oui, il a soutenu l'idée d'un moratoire de dix ans sur la tenue d'un référendum sur la question nationale québécoise et a élaboré la plate-forme autonomiste de l'ADQ.
Politicien de droite, il mise sur une plus grande autonomie du Québec au sein de la fédération canadienne (s'affirmer sans se séparer) et des régions du Québec. Plusieurs de ses mesures politiques impliquent une réduction de la taille de l'État, une régionalisation des responsabilités et des budgets et une plus grande liberté pour les entreprises et les citoyens. En 2002, les Éditions Trait d'union publient : Mario Dumont : le pouvoir de l'image : biographie politique.
Il a défendu la liberté d'expression au moment où CHOI-FM était menacée de fermeture par le CRTC. Selon certains, cet appui aurait permis l'élection de Sylvain Légaré dans la circonscription de Vanier, dans la région de Québec. Sa popularité et celle de son parti est toujours aussi grande dans cette région ainsi que dans d'autres régions du Québec et ce, malgré la disparition des ondes traditionnelles de l'animateur Jeff Fillion.
Dans le débat sur les accommodements raisonnables, il a pris position en dénonçant ce qu'il appellera des « accommodements déraisonnables ». L'Action démocratique du Québec ne présenta cependant pas de mémoire devant la commission Bouchard-Taylor sur les accommodements raisonnables, jugeant que sa position est largement connue. Sa plate-forme électorale pour les élections générales québécoises de 2007 comprend l'instauration d'une constitution québécoise dans laquelle seraient enchâssées les « valeurs communes des Québécois ». Dans la foulée de la charte de Hérouxville, Dumont propose de ne pas démultiplier les chartes mais d'adopter cette constitution. Cependant, lors d'une entrevue donnée pour l'émission les Francs-Tireurs et diffusée le 26 septembre 2012, l'ex chef du Parti québécois André Boisclair accuse Mario Dumont d'avoir fabriqué le scandale d'Hérouxville afin de mettre de l'avant leur idée d'une constitution québécoise.
Le 8 décembre 2008, après la défaite de l'ADQ lors de l'élection générale québécoise de 2008, il annonce qu'il ne dirigera pas son parti aux prochaines élections générales.  Frédéric Boily écrit en 2008 le livre Mario Dumont et l'Action Démocratique du Québec : entre populisme et démocratie.
Le 26 février 2009, La Presse consacre une demi-page (page 3 - Arts et Spectacles) sur l'embauche de Mario Dumont par TQS.  On peut y lire qu'il « animera Dumont 360, une émission d'affaires publiques présentée à partir de septembre du lundi au vendredi, en fin d'après-midi ou en début de soirée. »
En juin 2011, Mario Dumont et Éric Duhaime reçoivent un blâme du Conseil de presse du Québec pour des propos inexacts tenus dans le cadre de l'émission quotidienne de Dumont à V, le 16 décembre 2010. Ils avaient alors affirmé faussement que le député Amir Khadir était un partisan de la thèse du complot relativement aux attentats du 11 septembre 2001.
En juillet 2012, il quitte V pour LCN à partir de septembre de la même année, à la suite de la démission de Jean-Luc Mongrain qui ne se présentera pas à l'automne en raison du contrat qu'il refuse de signer,.
En 2024, il devient l'animateur de l'émission du matin pour la station de Qub,.

## Postes politiques
- Président de la Commission-Jeunesse du Parti libéral du Québec (1991-1992)
- Coprésident du Réseau des Libéraux pour le NON sur l'entente de Charlottetown lors du référendum de 1992
- Président fondateur du Forum Option-Jeunesse (1993)
- Membre du Groupe Réflexion-Québec (1993)
- Président fondateur de l'Action démocratique du Québec (1994)
- Chef de l'Action démocratique du Québec (1994-2009)

## Fonctions politiques et parlementaires

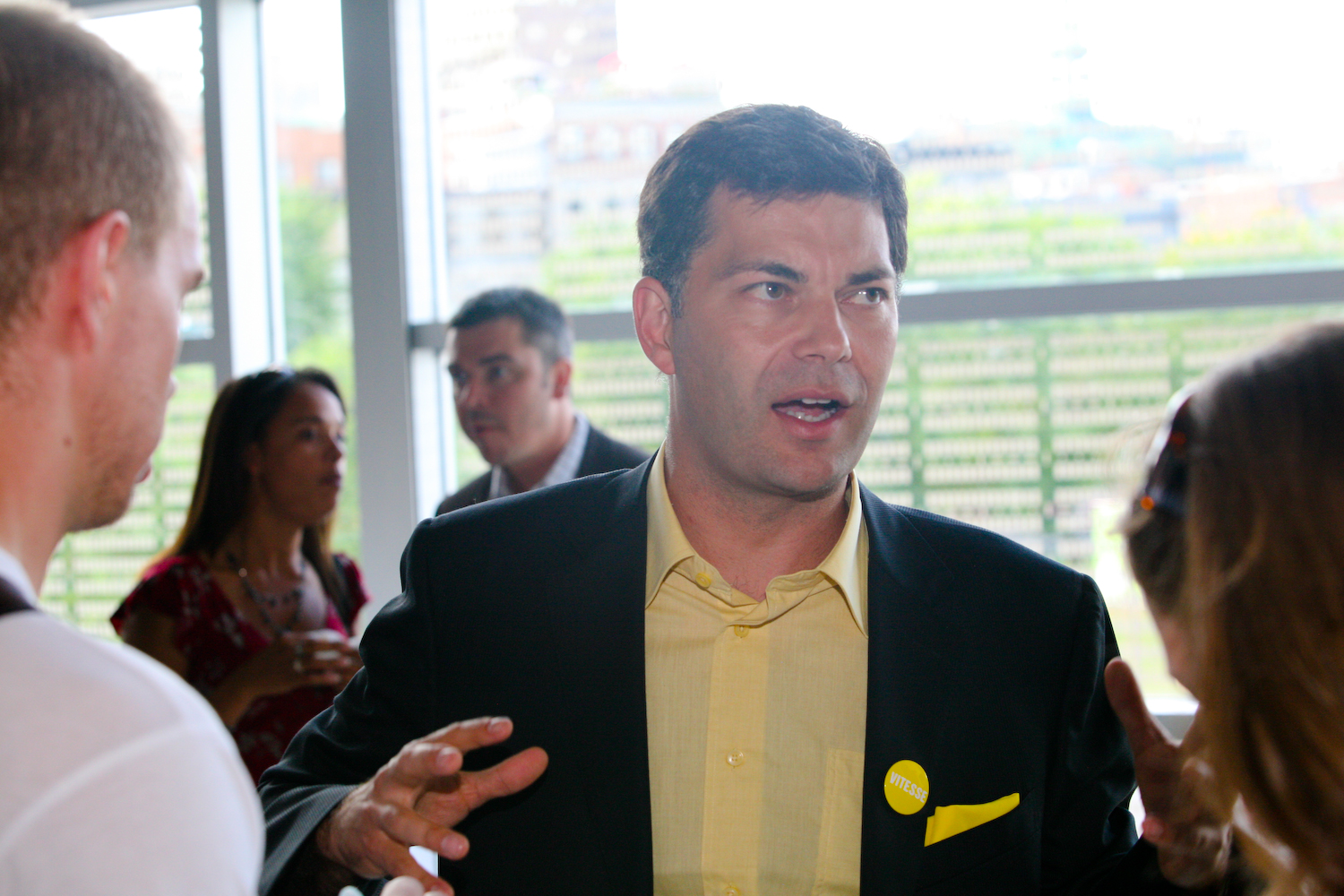
Mario Dumont

- Élu, pour la première fois, député de la circonscription de Rivière-du-Loup aux élections générales du 12 septembre 1994
- Membre du Bureau de l'Assemblée nationale du Québec du 2 décembre 1994 au 28 octobre 1998
- Membre de la Commission des institutions de 1994 au 28 octobre 1998
- Réélu député de la circonscription de Rivière-du-Loup aux élections générales du 30 novembre 1998
- Membre de la Commission des institutions du 4 mars 1999 au 21 février 2007
- Membre du Bureau de l'Assemblée nationale du 24 mars 1999 au 21 février 2007
- Membre de l'Assemblée parlementaire de la Francophonie (APF), Section du Québec jusqu'au 12 mars 2003
- Membre de la délégation de l'Assemblée nationale pour les relations avec la France (DANRF) jusqu'au 12 mars 2003
- Membre de la délégation de l'Assemblée nationale pour les relations avec le Moyen-Orient (DANRMO) du 21 octobre 2002 au 12 mars 2003
- Membre de la Section du Québec de l'Association parlementaire Ontario-Québec (APOQ) du 21 octobre 2002 au 12 mars 2003
- Réélu député de la circonscription de Rivière-du-Loup aux élections générales du 14 avril 2003
- Membre de la Commission des institutions depuis le 5 juin 2003
- Membre du Bureau de l'Assemblée nationale depuis le 10 juin 2003
- Membre de la Section du Québec, Association parlementaire Ontario-Québec (APOQ) depuis octobre 2003
- Membre de la délégation de l'Assemblée nationale pour les relations avec les États-Unis (DANRÉU) depuis octobre 2003
- Chef de l'opposition officielle (du 4 avril 2007 au 8 décembre 2008)
- Critique de l'opposition officielle (Québec) en matière d'affaires intergouvernementales (du 4 avril 2007 au 8 décembre 2008)

## Carrière dans les médias
Du lundi 7 septembre 2009 jusqu'en juillet 2012, il anime l'émission quotidienne Dumont 360 puis Dumont en 2010 à l'antenne de V. Mario Dumont agit également à titre de consultant pour cette même chaîne de télévision depuis son départ de la vie politique. En 2012, il anime une émission quotidienne sur LCN et TVA. Depuis 2018, il anime également l'émission quotidienne Le retour de Mario Dumont, sur les ondes de la radio numérique QUB radio. Il anime toujours de la politique. 
Entre 2010 et 2018, il collabore, sur une base quotidienne, à l'émission radiophonique de Paul Arcand, Puisqu'il faut se lever comme commissaire à la Commission Curzi-Dumont, où il débat de sujets d'actualités avec l'ancien député péquiste Pierre Curzi.